# Diego Quintana
Diego Jesús Quintana (Rosario, 24 aprile 1978) è un ex calciatore argentino, di ruolo attaccante.

## Carriera

### Club
Ha giocato nella massima serie dei campionati argentino, spagnolo e greco.

## Palmarès

### Nazionale
- Campionato mondiale Under-20: 1

1997
- Campionato sudamericano di calcio Under-20: 1

1997